# Гньоздовски надпис
Гньоздовският надпис (на руски: Гнёздовская надпись), неправилно наричан Гнездовски надпис, е най-старият артефакт на така наречената руска редакция на старобългарския език, откриван на територията на СССР.
Надписът е нанесен върху глинена амфора с предполагаем произход от Крим. Открит е през 1949 г. при разкопки на Гньоздовските кургани край село Гньоздово (Гнёздово) близо до Смоленск, Европейска Русия.
Мястото се е намирало на пътя от варягите към гърците, описан през XII век. Датиран е от втората четвърт на X век – времето на Златния век на старобългарската книжнина.
Самият надпис е от една-единствена дума на кирилица. Има оспорвани предположения за смисъла и значението на надписа. Известни варианти:
- гороуща – гориво;
- гороушна – горчица;
- гороухща – подправка;
- гороуниа – принадлежащо на Горун.